# 中国人民武装警察部队黄金部队
中国人民武装警察部队黄金部队（简称武警黄金部队），是中国人民武装警察部队从事国家黄金矿产勘查、黄金地质普查和勘探（分为钻探与槽探）任务，经批准承担重点黄金矿山、产区的警戒任务，边远艰苦地区的黄金生产任务，必要时根据中央军委与武警总部的命令维护社会稳定和处置突发事件任务的专业警种部队。2018年8月28日，武警黄金部队转为非现役专业队伍，所属官兵集体转业，整合组建中国地质调查局自然资源综合调查指挥中心，归中华人民共和国自然资源部领导，原有的部分企业职能划转中国黄金集团有限公司。

## 历史

### 黄金部队组建
黄金部队成立的背景是中华人民共和国前30年的黄金工业产量长期低迷，年均不足10吨，黄金可采储量十分有限。1970年代的四五计划开始，中国大量从西方与苏联引进具有1960年代世界水平的工业成套项目，急需大量外汇。1974年夏天，国务院总理周恩来指派国务院副总理王震“要把金子抓一抓，搞建设不能没有黄金”。王震与冶金工业部、国家地质总局的调查研究，采取了一系列扶植和发展措施，成立了中国黄金总公司，黄金勘探、开采得到较大发展。1977年到1979年，中国又开始新一轮加快经济发展，大规模引进西方工业技术设备，外汇等硬通货需求十分急迫，而黄金勘察与生产的力量仍然严重不足。王震决定让部队去找黄金。1979年1月，经王震与主管基本建设的国务院副总理谷牧同意，冶金工业部上报《关于整编基建工程兵地质支队的报告》，要求中国人民解放军基本建设工程兵组建一支军事化的专业找金队伍，进行大规模、大范围的黄金矿产资源勘查活动。
1979年3月7日，国务院和中央军委下发［1979］67号文件给国家建委、冶金工业部、基建工程兵：批复了冶金工业部上报的《关于整编基建工程兵地质支队的报告》，为了加强黄金地质普查、勘探工作，迅速发展黄金生产，同意成立中国人民解放军基本建设工程兵黄金指挥部，扩编基本建设工程兵第51支队，整编建立基本建设工程兵第52、第53支队。冶金工业部与基建工程兵党委共同决定：基建工程兵黄金指挥部、冶金工业部黄金管理局、中国黄金总公司实行“统一领导、三位一体、一个机构三块牌子”的管理体制。3个支队1985年前在完成所担负的黄金地质普查、勘探任务的同时，要努力为国家生产150吨黄金。部队所需经费：生活费、公用经费等执行解放军基建工程兵财务制度，第502大队在国家基建投资中开支；其他支队、大队执行冶金工业部地勘财务管理制度，在国家地质事业费中开支。3个支队和所属15个大队的地区性党政工作和军事行政工作，分别由沈阳军区、北京军区、济南军区、兰州军区、成都军区、昆明军区、广州军区代管。

### 从基建工程兵到武警部队
1983年,中央军委明确了黄金部队也要撤销，集体转业到中国黄金总公司，并要黄金指挥部拿出部队的撤改方案。1983年8月13日，黄金指挥部政委、党委书记齐锐新主持召开了黄金指挥部和黄金总公司党委联席会。参加会议的有石豁、余忠、陈刚、黄玉珩、贾倜、宋玉文、刘文琪、张学文。会议的中心议题是研究黄金指挥部的撤改方案
1984年4月20日冶金工业部《关于保留黄金地质部队建制的请示》(84)冶黄字第530号文上报国务院1984年4月27日下午，国务院副总理李鹏召集基建工程兵善后领导小组黎光、朱光，水利电力部赵庆夫、贺毅，冶金工业部戚元靖、黄玉珩，交通部王展意、伍坤山，司法部李石生、冯效增，公安部王文同、张永堂等，研究基建工程兵水电、交通、黄金部队改编问题。总参谋部副总参谋长何正文、基建工程兵善后领导小组朱光就上述三个部队改编问题作了汇报，到会同志认真进行了讨论，并取得一致意见。。
1984年5月24日，国务院、中央军委批转了《关于基建工程兵水电、交通、黄金部队改编问题的会议纪要的通知》。基建工程兵黄金部队要于1984年下半年做好各项准备工作,1985年1月1日正式与解放军脱钩,转入武警部队序列。

### 冶金工业部为主双重领导时期
中央军委、国务院［1984］73号、120号文件精神，基建工程兵黄金指挥部从1985年1月1日起列入武警部队序列，称中国人民武装警察部队黄金指挥部，受冶金工业部和公安部双重领导，以冶金工业部为主。武警黄金部队的地质勘探、干部管理、经费保障等，由冶金工业部负责；经济上实行独立核算，自负盈亏；地质经费继续执行冶金工业部地勘财务管理制度。
1988年10月，财政部、中国人民建设银行制定《中央级地质勘探财务管理暂行规定》，黄金部队在地勘财务管理方面按此规定执行，一直延续到1995年底。地质勘探经费有三个来源：一是中央财政预算内地质勘探费；二是中国黄金总公司经费补贴；三是从1986年起，国家建立黄金地质勘查基金，按每1000千克150万元人民币拨付黄金部队承包费。黄金部队的分散地质勘探的特点，使得执勤工作时部队高度分散，基层中队与支队机关距离远：一般都在500公里以上，最远3700公里。1996年财政部颁发《地质勘查单位财务制度》，1997年1月财政部颁发《地质事业单位财务制度》，黄金部队均参照执行。

### 国家经贸委、国家能源局为主双重领导时期
1999年2月10日，武警黄金部队实行武警部队和国家经贸委双重领导管理体制，由武警部队对其军事、政治、后勤工作实施统一领导，国家经贸委（下设的冶金工业局）指导其业务工作。国家经贸委撤消后，黄金部队业务工作受国家能源局指导。黄金部队组建27年来，探明超大型岩金矿床2处、特大型岩金矿床3处、大型岩金矿床13处、大型砂金矿床4处，累计提交黄金矿产储量800多吨，潜在经济价值4000多亿元人民幣。

### 国土资源部双重领导时期
2009年，武警黄金部队改为受国土资源部业务指导。黄金部队调整转型，完全从事基础性公益性地质工作。
2011年12月21日，國務院和中央軍委聯合下發文件，武警黃金部隊继续接受武警总部的领导管理外，还受国土资源部的業務領導；國土資源部部長徐紹史被任命為武警黃金部隊第一政委。同时，重新规定了武警黄金部队的职能任务调整转型：主要担负以区域地质调查、矿产远景调查为主的基础性公益性地质工作任务，多金属矿产资源勘查任务、地质灾害应急救援任务，执行维稳和处置突发事件任务。
武警黄金部队的调整转型，将加快现有重点矿区的多金属勘查进程，推进多金属战略性矿产资源勘查可持续发展；将逐步增大承担国家区域地质调查、矿产远景调查的比重；将把矿调勘查任务重点放在新疆、西藏、青海和大兴安岭地区，主要进行深部地质找矿。将展开编制部署调整、装备更新改造、技术人员编配、研究所任务拓展、组建航空物探大队等工作。
2016年，在深化国防和军队改革中，武警黄金部队“走向战场”，其主要任务职能由“为国寻金”转为军事地质工作。

### 退出现役
2018年8月28日，根据中共中央印发的《深化党和国家机构改革方案》，武警黄金部队转为非现役专业队伍，所属官兵集体转业，归中华人民共和国自然资源部领导，原有的部分企业职能划转中国黄金集团公司。根据方案，以武警黄金部队指挥部为基础，组建中国地质调查局自然资源综合调查指挥中心，作为中国地质调查局管理的财政补助事业单位，列入中央一级预算单位。

### 中国地质调查局自然资源综合调查指挥中心
中国地质调查局自然资源综合调查指挥中心（以下简称“指挥中心”）前身是原武警黄金部队，组建于1979年3月。根据党中央机构改革决策部署，2018年8月，原武警黄金部队集体退出现役，正式移交自然资源部，并入中国地质调查局。
根据中办、国办《武警黄金部队转制改革实施方案》和中央编办《关于原武警黄金部队转隶组建事业单位机构编制事宜的批复》，原武警黄金指挥部更名为中国地质调查局自然资源综合调查指挥中心，所属总队、支队和研究所、教导大队调整组建为13个专业地质调查中心，在中国地质调查局党组领导下，指挥中心统一管理所属13个专业地质调查中心。其中，指挥中心为正局级，13个专业中心：正局级3个（分别部署在哈尔滨、廊坊、成都）、正处级10个（分别部署在牡丹江、呼和浩特、廊坊、西安、西宁、烟台、乌鲁木齐、海口、昆明、长沙），均为公益一类事业单位，指挥中心为中央一级预算单位，队伍编制1万人。
组建40余年，指挥中心历经多次编制调整、任务转换，广大干部职工始终不忘初心、牢记使命，完成1∶5万区矿调4.5万平方千米，发现东闯、东坪、金厂、哈达门、寨上、阳山等超大型金矿床，累计探明金矿床300多处，探获黄金资源量2600多吨，充分发挥了国家金矿勘查的主力军作用，为国家经济建设作出了重要贡献；先后参与1998年抗洪，汶川、芦山、尼泊尔抗震救灾等重大任务，发挥了地灾应急救援专业尖兵作用，赢得了党和人民赞誉。
转制改革以来，指挥中心坚持以国家战略需求为导向，紧紧围绕服务国家生态文明建设和自然资源管理，服务支撑自然资源部履行“两统一”职能，聚焦新时代地质调查“三个转变”，积极担负党中央赋予的区域基础地质调查、多金属矿产资源勘查、自然资源综合调查、国土空间生态修复、海洋与海岸带地质调查、应用地质调查等六项职能任务，拓展承担全国森林、草原资源调查，自然资源要素综合观测，国土空间生态修复支撑调查等新使命新任务，努力建成一支素质良好、结构合理、装备精良、技术过硬，能够承担国家基础性公益性地质调查任务的专业化队伍，成为服务自然资源管理的重要技术力量。
主要职责：
（一）组织开展区域基础地质、地球物理、地球化学调查工作。
（二）组织开展能源、金属和非金属矿产资源调查和多金属矿产资源勘查工作。
（三）组织开展自然资源综合调查与长期观测工作。
（四）组织开展国土空间生态调查、保护修复与长期观测工作。
（五）组织开展海洋与海岸带地质调查工作。
（六）组织开展应用地质调查工作。
（七）组织开展地质调查资料、信息数据服务工作。
（八）开展科学技术研究、科学观测和平台建设、科学普及和国际合作工作。
（九）开展科技成果转化、技术服务和技术咨询工作。
（十）承担自然资源部、中国地质调查局交办的其他工作。

## 编制

### 武警黄金指挥部

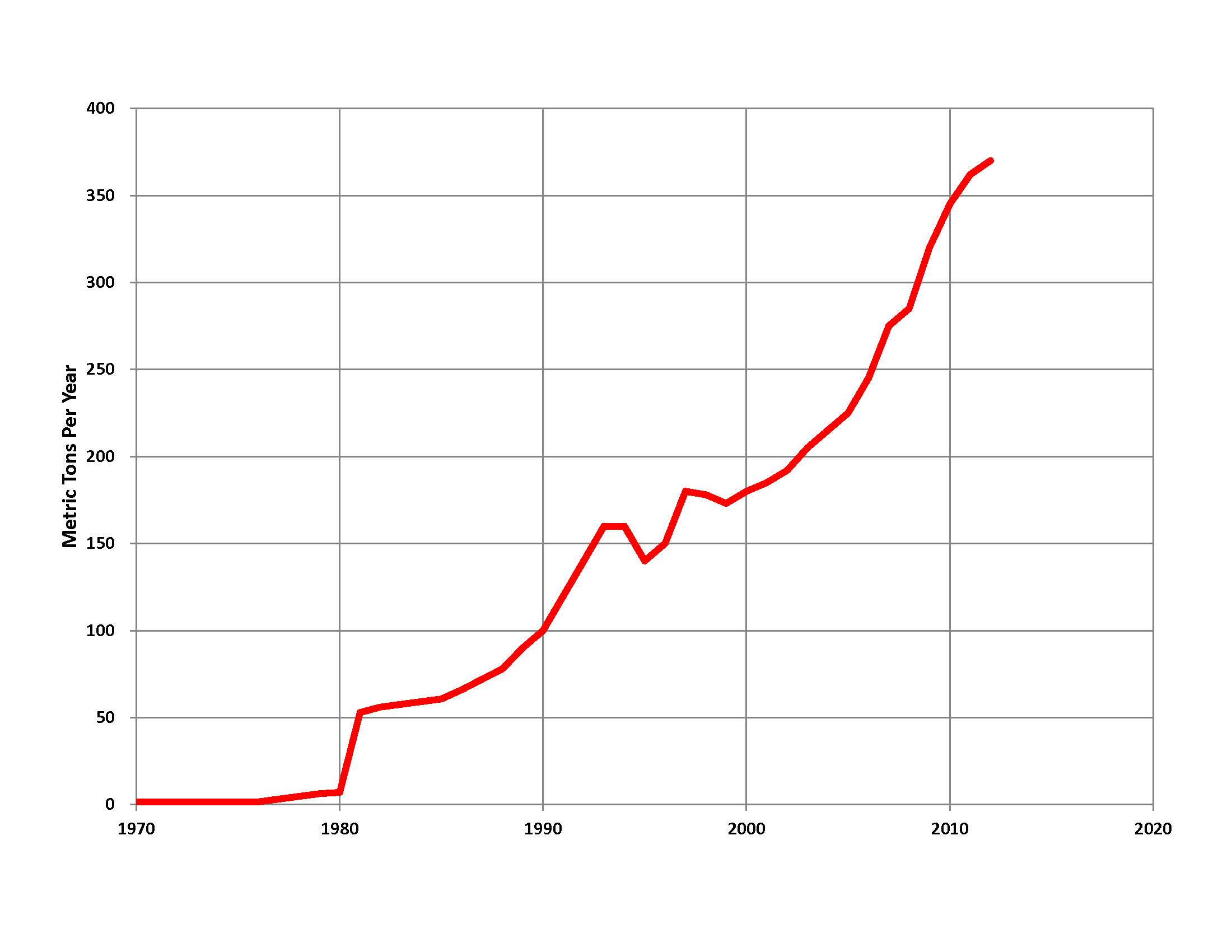
中國黃金產量

中国人民武装警察部队黄金指挥部前身为1979年成立的中国人民解放军基本建设工程兵黄金指挥部（正军级），机关暂编60人，设主任、政委、副主任、副政委，成立党委，下设司令部、政治部、后勤部，驻北京市郊。该指挥部全面负责对第51、第52、第53支队的领导和管理。

### 武警黄金第一总队
中国人民武装警察部队黄金第一总队前身为1970年8月14日，总参批复将沈阳军区第5工区调归军委工程兵建制，其番号改称中国人民解放军工程兵第3工区。1970年10月进驻湖北南漳县，担负红山化工厂土建。1975年12月，工区机关一部分带3个团改为基建工程兵第五十一支队，隶属五机部兵办；工区机关另一部分调往徐州成立工程兵工程学院。1978年7月，支队机关从南漳县城移驻樊城江汉北路。1978年底，调归基建工程兵冶金部兵办。1979年6月，部队调往黑龙江担负勘探黄金任务；支队由现有2个大队扩编为6个大队，担负黑龙江地区的黄金地质普查、勘探和生产任务；支队部仍驻黑龙江省哈尔滨市，现有的第502大队（担负土建任务）驻阿城县，第503大队驻加格达奇；新成立的第504大队驻喜桂图旗牙克石镇，第505大队驻林口县，第506大队与第507大队驻阿城县；将黑龙江省冶金地质第704、第705大队分别编入第51支队所属的普查和勘探大队。1984年12月整编为武警黄金第一总队（哈尔滨）。2002年，所属各支队整编为：
- 第一支队（驻地黑龙江省牡丹江市）
- 第二支队（驻地内蒙古自治区呼和浩特市）
- 第三支队（驻地黑龙江省哈尔滨市阿城区）
- 第四支队（驻地辽宁省辽阳市）

### 武警黄金第二总队
中国人民武装警察部队黄金第二总队前身为基本建设工程兵第52支队，1979年组建，下辖5个大队，担负河北、内蒙古、山东地区的黄金地质普查、勘探和生产任务；支队部和冶金部黄金局设计研究分院驻河北省廊坊市。以原中国黄金总公司在河北的地质第6、第7队为基础，整编基本建设工程兵第508、第509大队，分别驻河北省遵化县和沙河市；以山东省烟台地区黄金地质队和昌潍地区冶金地质队为基础，整编基本建设工程兵第510大队，驻山东省烟台市；以内蒙古冶金地质第5队为基础，整编基本建设工程兵第511大队，驻内蒙古察右中旗。将基本建设工程兵第2支队所属的第11大队划归第52支队建制，仍驻河北省沙河市。2002年，所属各支队整编为：
- 第五支队（驻地陕西省西安市）
- 第六支队（驻地青海省西宁市）
- 第七支队（驻地山东省烟台市）
- 第八支队（驻地新疆维吾尔自治区乌鲁木齐市）

### 武警黄金第三总队
中国人民武装警察部队黄金第三总队前身为基本建设工程兵第53支队，1979年组建，下辖4个大队，担负四川、陕西、云南、湖南地区的黄金地质普查、勘探和生产任务。总队部驻四川省成都市。以四川省冶金地质第608队为基础，整编基本建设工程兵第512大队，驻四川省南部县；以云南省冶金地质第311队为基础，整编基本建设工程兵第513大队，驻云南省墨江县；以陕西省冶金地质第714队为基础，整编基本建设工程兵第514大队，驻陕西省柞水县；将湖南省冶金地质第235队和第237队整编为基本建设工程兵第515大队，驻湖南省桃源县。1980年4月，根据国务院、中央军委国发［1980］96号文件，湖南省冶金地质勘探公司二三七队（1957年组建的有色金属地质勘探队）整编组建为中国人民解放军基本建设工程兵第五一六大队，驻沅陵县。1981年9月，五十三支队撤销，各支队由基本建设工程兵黄金指挥部直属。
- 九支队(驻地海南省海口市)
- 十支队（驻地云南省昆明市）
- 十一支队（驻地西藏自治区拉萨市）
- 十二支队（驻地四川省成都市）
- 教导队（驻地成都市新都区）

### 其它部队
- 警种学院（驻地北京市昌平区），原黄金技术学校（驻地湖北省襄阳市）
- 黄金地质研究所（驻地河北省廊坊市），主要从事黄金地质教学与科研工作。

## 历任领导
中国人民武装警察部队黄金指挥部主任（2013年1月起称司令员）
1. 石豁（1979年2月—1984年2月）
2. 黄玉珩（1985年1月—1993年7月）
3. 朱智昌（1993年7月—1997年4月）
4. 姜大明（1997年4月—1999年9月）
5. 张振远（1999年9月—2003年1月）
6. 薛国强（2003年1月—2004年7月）
7. 王俊杰（2004年7月—2008年1月）
8. 潘昌杰（2008年2月—2008年1月）
9. 周锁海（2008年1月—2012年7月）
10. 王成（2012年7月—2016年7月；2013年1月，“主任”改称“司令员”）
11. 郭洛泰（2016年7月—2018年8月28日部队撤编）